# Palazzo di Giustizia (Trieste)
Il Palazzo di Giustizia è un edificio giudiziario di Trieste che si trova nei pressi del Foro Ulpiano.

## Storia

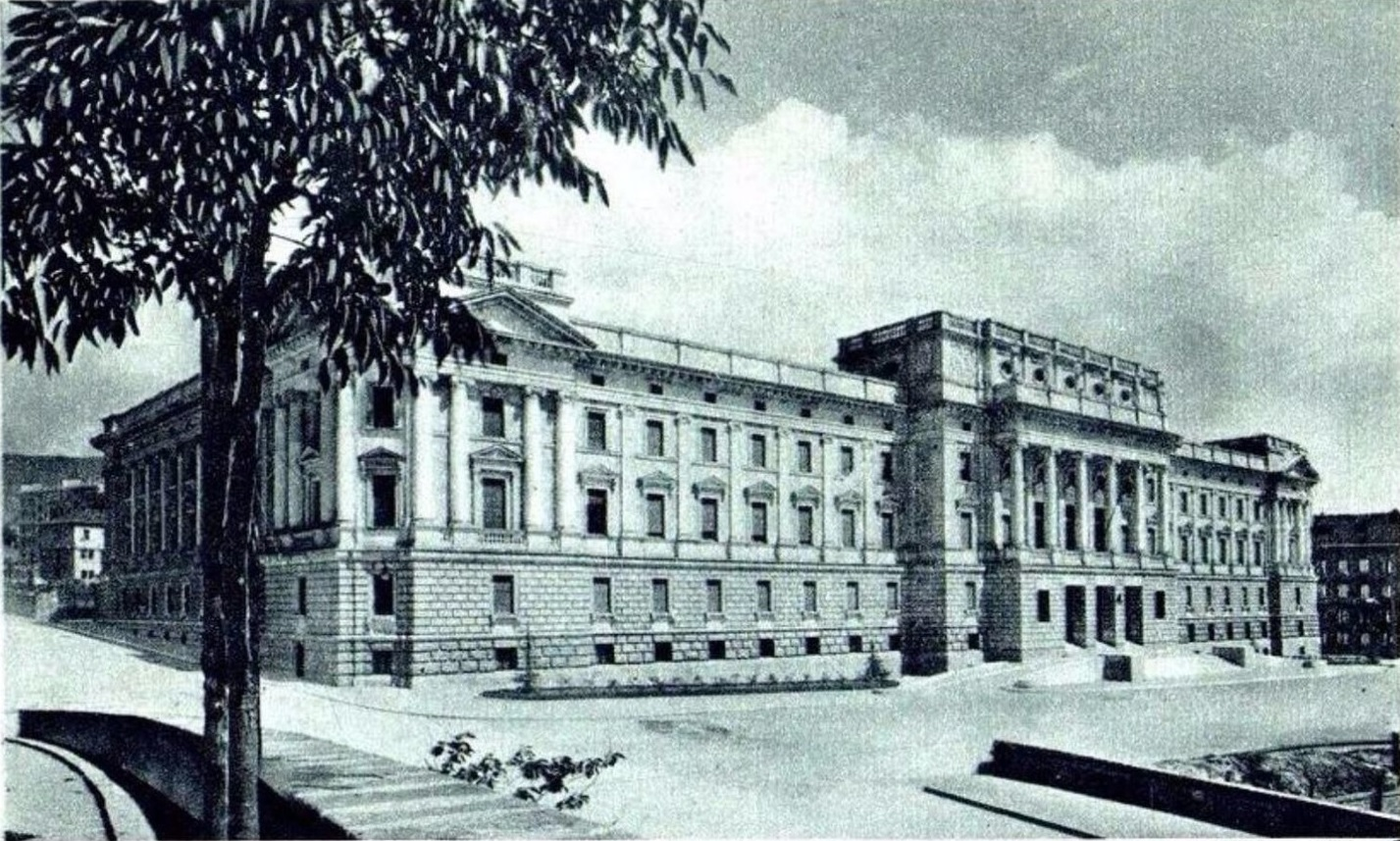
Immagine del palazzo

Nel febbraio 1895, durante l'impero austro-ungarico, la Dieta Provinciale di Trieste e Magistrato Civico si iniziò ad ipotizzare l'edificazione di un unico complesso architettonico che contenesse tutti gli uffici giudiziari, le carceri e l'archivio dei Libri Tavolari, dislocati in diverse zone della città, tra cui via Santi Martiri (attuale via Duca d'Aosta), via della Sanità (ora via Armando Diaz) e nel palazzo Bordeaux. Il governo austriaco chiese l'aiuto economico del comune di Trieste, il quale dopo un iniziale rifiuto per mancanza di soldi, si accordò per vendere al Sovrano Erario un terreno di 37.214 m3 al prezzo agevolato di 324.919 fiorini austroungarici, con contratto stipulato in data 25 luglio 1898.
Il progetto di un imponente e scenografico Palazzo di giustizia, concepito quasi come un edificio del Ring viennese, venne redatto dall'architetto A. Spinnler, della direzione edile dei Palazzi di giustizia di Marburg, mentre i bozzetti e i disegni per la realizzazione delle facciate vengono elaborati da Enrico Nordio.

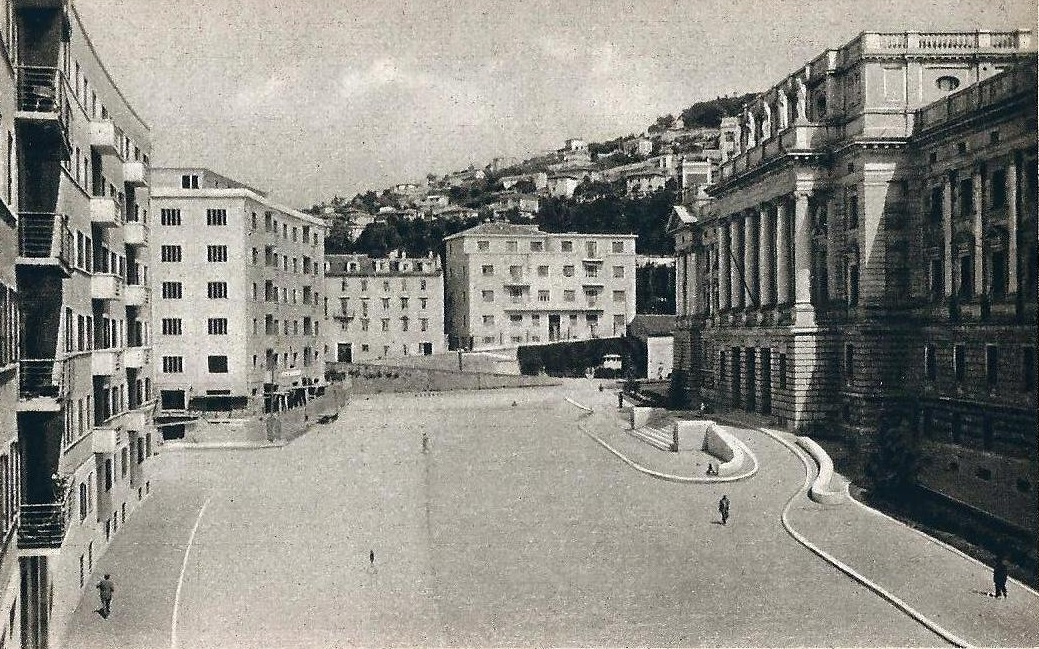
Il Foro Ulpiano davanti al palazzo

I lavori di costruzione dell'edificio iniziarono alla fine del 1912, in quella che all'epoca era chiamata piazza dei Foraggi o del Fieno. Le carceri invece furono costruite nella parte posteriore, in via della Fontana vicino alla caserma dell'ex Gendarmeria e alle stalle militari: ultimate nel 1913, le prigioni ospitarono i primi detenuti dal 4 luglio 1914.
Lo scoppio della prima guerra mondiale interruppe i lavori di costruzione, che riprendono solo nel 1919 e in un contesto sociopolitico profondamente mutato. Infatti, il Regio governatorato della Venezia Giulia (organo militare con poteri civili e prima espressione del Governo nazionale) mise in discussione il progetto originario per la tendenza a uno stile architettonico non aderente al gusto artistico italiano: venne così bandito un concorso per rielaborare la parte architettonica dell'edificio, le facciate, gli elementi decorativi, gli ambienti interni e gli scaloni, a cui partecipano Ruggero e Arduino Berlam, Ludovico Braidotti ed Enrico Nordio, che risulta vincitore. Il progetto di Nordio non si discosta troppo dall'impianto originario, poiché i lavori di costruzione erano giunti a uno stato di avanzamento tale da sconsigliarne la demolizione, sia per i costi eccessivi, sia per l'urgenza nella conclusione dei lavori. Nel 1924 la Giunta municipale, per accelerarne il compimento, stralcia dal progetto la componente decorativa, il rivestimento delle facciate e le statue sul cornicione del piano attico, che verrà aggiunta solo dopo l'inaugurazione del palazzo.

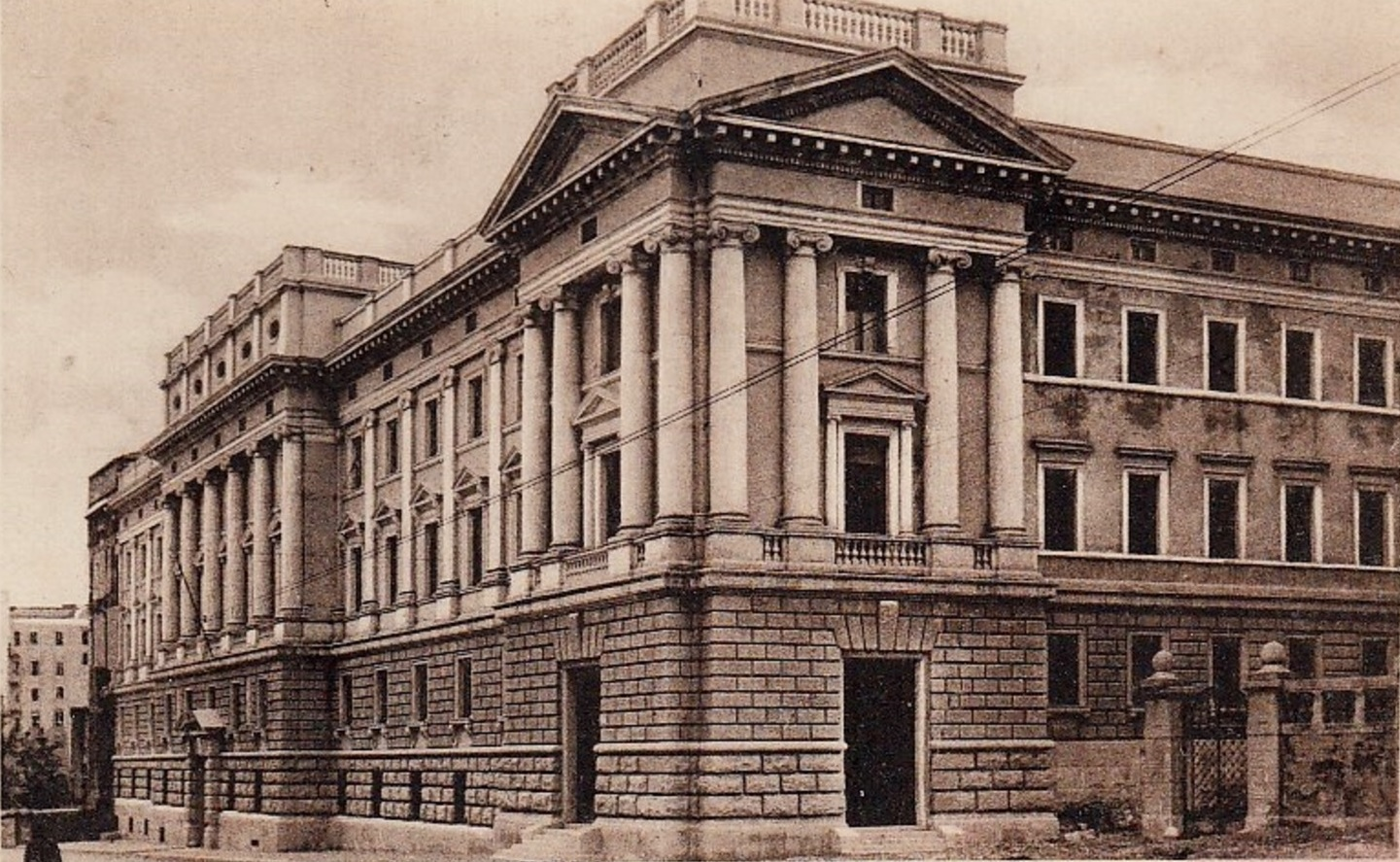
Vista laterale

Il 27 ottobre 1929 il palazzo di giustizia venne ufficialmente inaugurato dal guardasigilli Alfredo Rocco, anche se gli uffici giudiziari andarono a regime solo dopo cinque anni.
In seguito all'armistizio dell'8 settembre 1943, il Palazzo di Foro Ulpiano venne requisito dai nazisti, che ne fecero la sede del Commissariato per il Litorale Adriatico (Adriatisches Küstenland), realizzando anche una fitta rete di gallerie sotterranee per collegarlo a Villa Ara, residenza dei più alti ufficiali nazisti. Il tribunale venne invece trasferito in un palazzo di via Donadoni (attuale scuola Gaspardis). Dopo la liberazione di Trieste, avvenuta il 2 maggio 1945, il palazzo venne inizialmente occupato dal Comando jugoslavo. Successivamente all'affido della gestione di Trieste al Governo Militare Alleato, gli uffici giudiziari rientrarono nel Palazzo di Giustizia.

## Descrizione

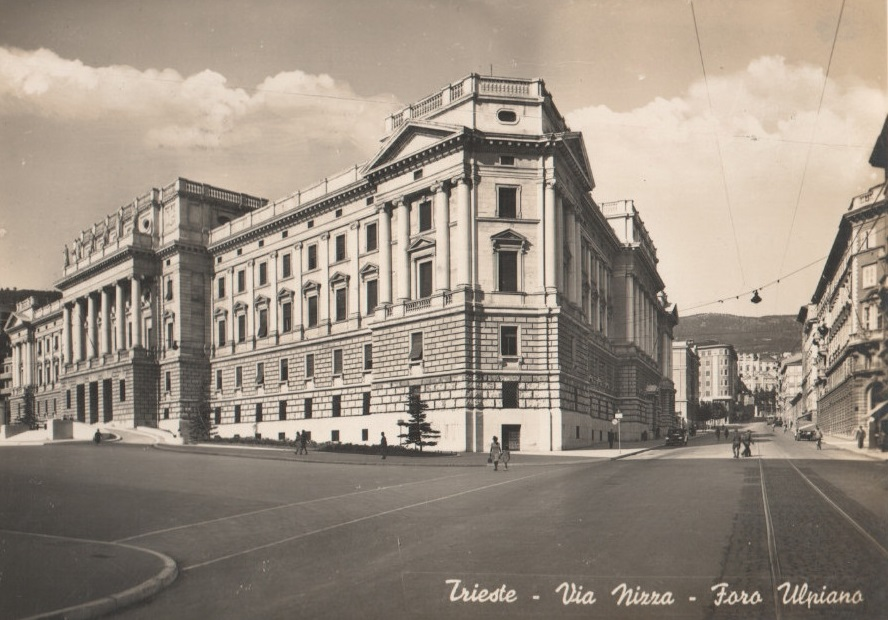
Via Nizza e Foro Ulpiano

L'edificio occupa un intero isolato e si sviluppa su quattro livelli; l'affaccio principale, prospiciente l'attuale Foro Ulpiano, è leggermente aggettante e presenta colonne decorative in pietra bianca che sostengono il coronamento del palazzo. Sulla terrazza sono collocate sei statue monumentali, alte 3,20 metri e pesanti tre tonnellate ognuna, di celebri giuristi dell'età romana: Ulpiano, Papiniano e Triboniano (scolpite da Marcello Mascherini) e Salvio Giuliano, Gaio e Paolo Giulio Aulo (opere di Franco Asco).
Il Palazzo di Giustizia di Trieste è dotato di 324 aule, che consentono di ospitare in un unico complesso la Corte d'appello, la Procura della Repubblica, la Procura Generale, la Procura per i Minorenni, il Tribunale e il Tribunale per i Minorenni, l'Ufficio Unico Notificazioni Esecuzioni e Protesti, l'Archivio Notarile, l'Ordine degli Avvocati, un commissariato della Polizia di Stato, uno sportello bancario ed un bar. Solamente il Giudice di Pace e il Tribunale di Sorveglianza sono collocati in altri edifici, comunque vicini, in via Coroneo.

## Nella cultura di massa
Le riprese dell'atrio interno sono incluse nella sigla del programma televisivo Un giorno in pretura trasmesso dalla Rai, la quale ha inoltre realizzato all'interno del Palazzo di Giustizia diverse fiction televisive, tra cui Senza confini, Amanti e segreti e Io e mio figlio - Nuove storie per il commissario Vivaldi.